# Cratere Kin
Kin  è un cratere sulla superficie di Marte.